# Gebenstorf
Gebenstorf (schweizerdeutsch: Gäbischtorf, ˈɡæbiʃˌtɔrf) ist eine Einwohnergemeinde im Schweizer Kanton Aargau. Sie gehört zum Bezirk Baden und liegt in der Mitte zwischen Baden und Brugg. Bis 1884 gehörte auch die Ortschaft Turgi zu Gebenstorf, bevor es eine eigene Gemeinde wurde, 2024 aber mit Baden fusionierte.

## Geographie

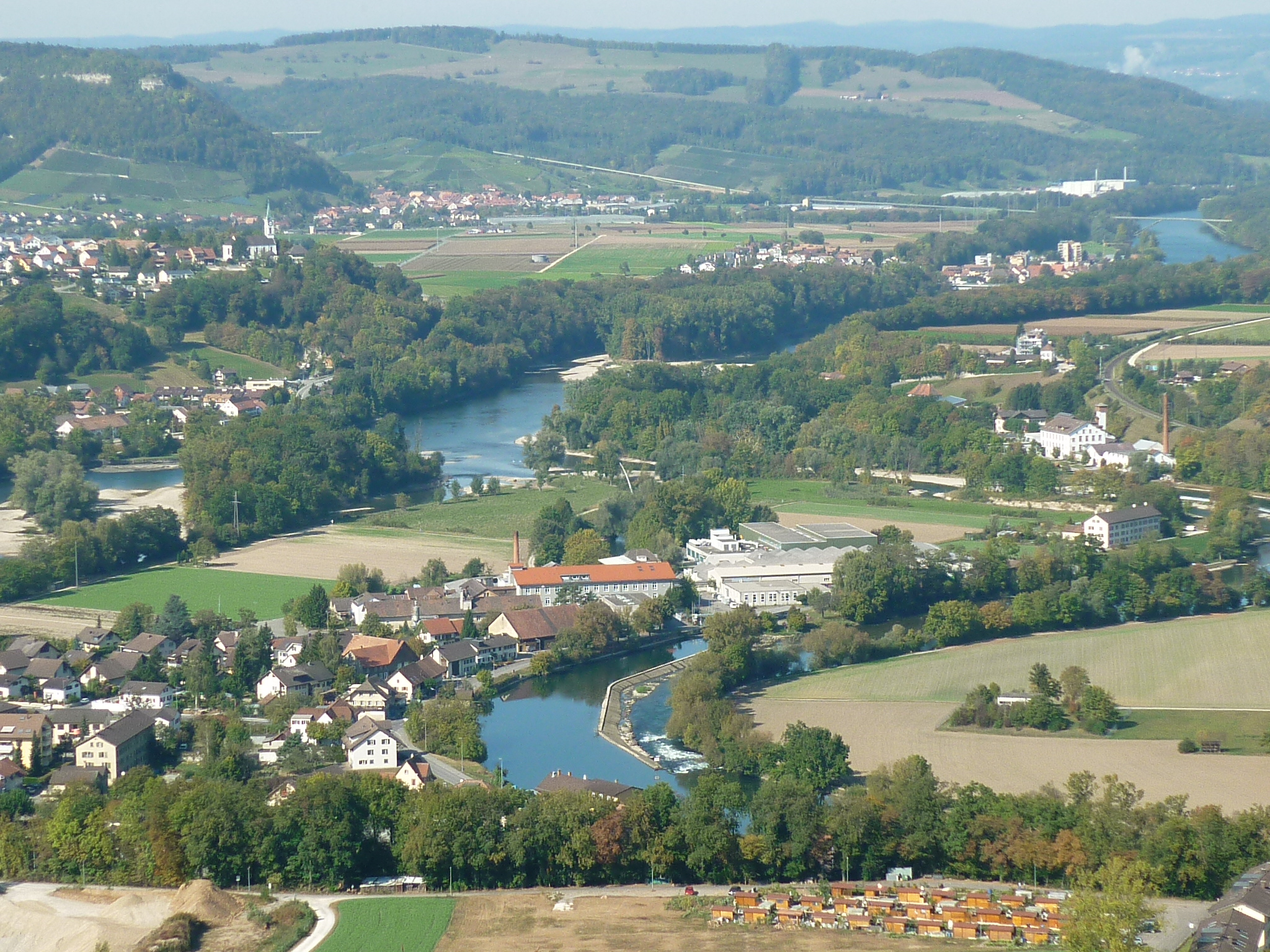
Vogelsang und Wasserschloss

Die Gemeinde liegt beim Wasserschloss der Schweiz, wo drei der fünf grössten Flüsse der Schweiz – Aare, Limmat und Reuss – zusammenkommen. Etwa einen Kilometer nördlich des Dorfzentrums fliesst die Reuss in die Aare, nochmals einen Kilometer weiter entfernt befindet sich die Mündung der Limmat. Der alte Dorfkern liegt auf einer Terrasse zwischen dem Ostufer der Reuss und dem westlichen Abhang des Gebenstorfer Horns, einer Erhebung des Tafeljuras. Das Tal des Hölibachs, der westlich des Dorfzentrums in die Reuss mündet, nimmt einen grossen Teil des südlichen Gemeindeareals ein. In der Flussschlaufe der Reuss liegt der junge Ortsteil mit der Bezeichnung Reuss, der mit Gebenstorf zusammengewachsen ist.
Aare und Limmat bilden eine 900 Meter lange und 300 Meter breite Halbinsel, auf der die Ortschaft Vogelsang liegt. Die Halbinsel wird durch einen künstlich angelegten Kraftwerkkanal durchschnitten, der als Energiequelle für eine ehemalige Baumwollspinnerei diente. Im Mündungsbereich von Aare und Limmat liegen drei aus Sedimenten entstandene Inseln.
Die Fläche des Gemeindegebietes beträgt 565 Hektaren, davon sind 227 Hektaren bewaldet und 157 Hektaren überbaut. Der höchste Punkt liegt auf 561 m ü. M. auf dem Chörnlisberg, einem Teil des Gebenstorfer Horns, der tiefste auf 328 m ü. M. nördlich von Vogelsang am Zusammenfluss von Aare und Limmat. Nachbargemeinden sind Untersiggenthal im Norden,  Baden im Nordosten, Birmenstorf im Süden, Windisch im Westen sowie Brugg im Nordwesten.

## Geschichte
Ab dem 1. Jahrhundert n. Chr. führte die Römerstrasse vom Legionslager Vindonissa nach Aquae Helveticae (heute Baden) durch das heutige Gemeindegebiet. Diese Erkenntnis ist seit 1534 gesichert: Damals fand ein Bauer in Wil (heute zu Turgi gehörend) beim Pflügen seines Feldes einen römischen Meilenstein, der heute im Landesmuseum Zürich ausgestellt ist. Im Ortsteil Vogelsang kamen römische Soldatengräber zum Vorschein. Der Grabstein eines Soldaten der Legio XI Claudia ist in die reformierte Kirche eingemauert.
Ein Dorf entstand im 8. Jahrhundert, als sich alamannische Siedler hier niederliessen. Die Ortsteile Reuss und Vogelsang sowie die beiden «Berghöfe» Schwabenberg und Petersberg auf dem Gebenstorfer Horn entstanden zwischen 1000 und 1200. Im Jahr 1247 erfolgte die erste Erwähnung als Gobistorf, als die Habsburger die Kirche des Dorfes erwarben. Der Ortsname stammt vom althochdeutschen Gebinesthorf und bedeutet «Dorf des Gebin». Die Habsburger übertrugen 1330 ihren Besitz und ihre Rechte in Gebenstorf an das Kloster Königsfelden in Windisch, mit Ausnahme der Blutgerichtsbarkeit. Am 26. Dezember 1351, vor der Schlacht bei Dättwil, wurde das Dorf von den Zürchern geplündert.
Im Jahr 1415 eroberten die Eidgenossen den Aargau. Gebenstorf bildete nun ein eigenes Amt in der Grafschaft Baden, einer gemeinen Herrschaft. Während der Reformation von 1529 trat etwa die Hälfte der Bevölkerung zur neuen Konfession über. Nach dem Zweiten Kappelerkrieg von 1531 wurde die Reformation in der Grafschaft Baden wieder weitgehend rückgängig gemacht. Doch Gebenstorf blieb als eine der wenigen Ausnahmen konfessionell gemischt. Beide Konfessionen nutzten die Kirche St. Margaretha jahrhundertelang gemeinsam. Im September 1769 fand dort die Heirat von Johann Heinrich Pestalozzi und Anna Schulthess statt. Im Juni 1889 musste die Margaretenkirche wegen Baufälligkeit abgerissen werden, und beide Konfessionen bauten jeweils eigene Gotteshäuser. Die katholische Pfarrkirche wurde 1889 eingeweiht, die reformierte Kirche im November 1891.

Luftansicht (1965)

Im März 1798 nahmen die Franzosen die Schweiz ein und riefen die Helvetische Republik aus. Gebenstorf war zunächst eine Gemeinde im kurzlebigen Kanton Baden, seit 1803 gehört sie zum Kanton Aargau. 1826 hielt die Industrialisierung Einzug, als die Gebrüder Bebié auf freiem Feld in Turgi, weitab des Dorfes, eine erste Fabrik errichteten. Aus dem Nichts entstand eine proletarisch geprägte Industriearbeitersiedlung, deren Bewohner aus allen Teilen der Schweiz und aus dem nahen Ausland stammten. Am 29. September 1856 wurde dort ein Bahnhof an der Strecke Baden–Brugg eröffnet.
Der Gegensatz zwischen den alteingesessenen Gebenstorfern und den bunt gemischten Turgemern wurde immer grösser. Obwohl Turgi mittlerweile mehr Einwohner zählte, wurden dessen Einwohner bei den Gemeindeversammlungen regelmässig überstimmt, da die Bevölkerung des neuen Dorfes einen hohen Anteil nicht stimmberechtigter Jugendlicher und Ausländer aufwies. Die Situation entspannte sich erst, als sich Turgi am 1. Januar 1884 von Gebenstorf trennte und eine selbständige Gemeinde bildete. Doch auch in Gebenstorf hatten sich mittlerweile zahlreiche Industriebetriebe angesiedelt, vor allem in Vogelsang.
Nach Ausbruch des Zweiten Weltkrieges errichtete und besetzte die Schweizer Armee im Oktober 1939 mit der Limmatstellung die erste Armeestellung. Die Sperrstelle Gebenstorf mit zahlreichen, grösstenteils heute noch bestehenden Bunkern und Panzersperren war eine von mehreren ab der Grenze in der Tiefe gestaffelten Verteidigungslinien. Sie hatte in der Engstelle zwischen Bruggerberg und Gebenstorfer Horn einen allfälligen Durchbruch der deutschen Wehrmacht aufzuhalten. Von 1940 bis 1943 lebten rund 300 vor der deutschen Wehrmacht geflüchtete polnische Soldaten in einem Internierungslager bei Gebenstorf. Wegen seiner ausgezeichneten Verkehrslage zwischen Brugg und Baden entwickelte sich Gebenstorf ab 1950 zu einem bevorzugten Wohnort. Die Gemeinde erlebte einen Wachstumsschub wie schon im 19. Jahrhundert und wandelte sich allmählich von einem Industriedorf zu einer Wohngemeinde für Pendler. Innerhalb von fünfzig Jahren verdoppelte sich die Einwohnerzahl.

## Sehenswürdigkeiten

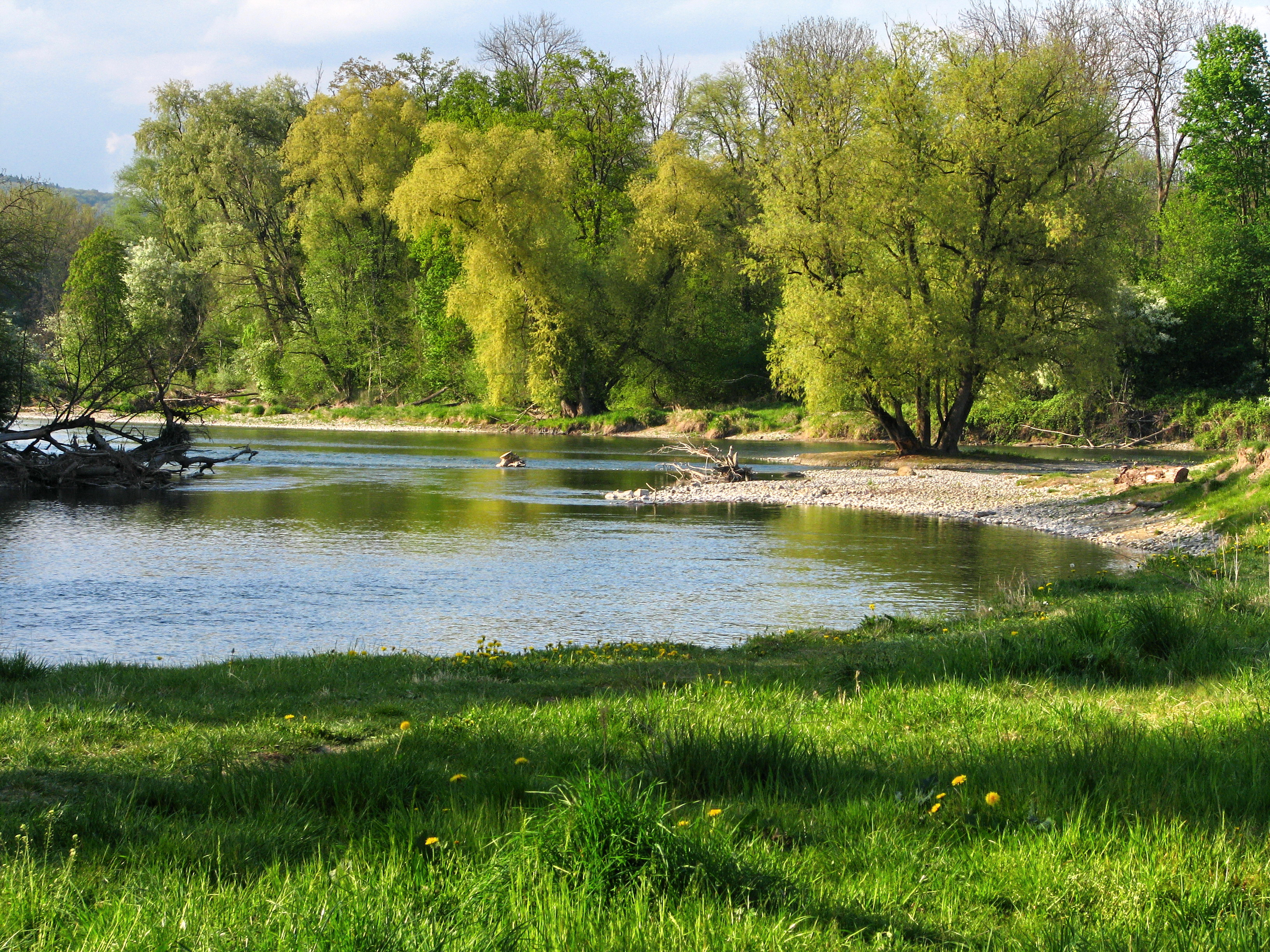
Das Naturschutzgebiet Limmatspitz von Pro Natura Aargau beim Zusammenfluss von Aare und Limmat

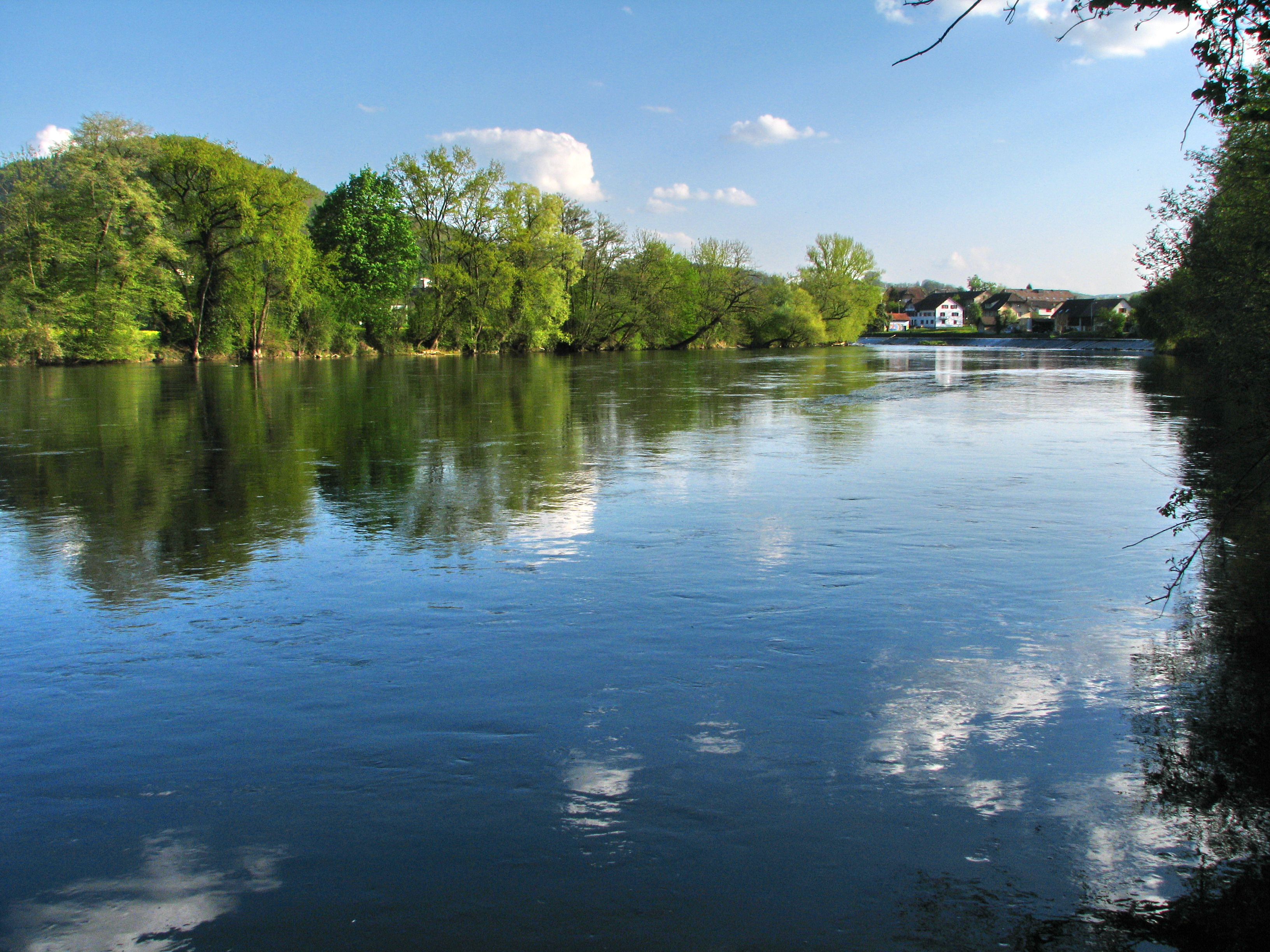
Die Limmat in Gebenstorf

## Wappen
Die Blasonierung des Gemeindewappens lautet: «Gespalten von Rot mit weissem Rebmesser und von Weiss mit roter Pflugschar.» Die erste Abbildung des Wappens erschien 1872 auf dem Gemeindesiegel. Das Rebmesser und die Pflugschar stellen die einstmals wichtigsten Erwerbszweige der Gemeinde dar, den Weinbau und die Landwirtschaft.

## Bevölkerung
Die Einwohnerzahlen entwickelten sich wie folgt:
| Jahr      | 1798 | 1850 | 1900 | 1930 | 1950 | 1960 | 1970 | 1980 | 1990 | 2000 | 2010 | 2020 |
| Einwohner | 630  | 1796 | 1574 | 1955 | 2110 | 2728 | 3539 | 3610 | 4079 | 4182 | 4664 | 5514 |

Am 31. Dezember 2023 lebten 5761 Menschen in Gebenstorf, der Ausländeranteil betrug 28 %. Bei der Volkszählung 2015 bezeichneten sich 32,7 % als römisch-katholisch und 22,4 % als reformiert; 44,9 % waren konfessionslos oder gehörten anderen Glaubensrichtungen an. 83,3 % gaben bei der Volkszählung 2000 Deutsch als ihre Hauptsprache an, 4,8 % Italienisch, je 2,3 % Albanisch und Serbokroatisch, 1,0 % Französisch, je 0,8 % Englisch und Portugiesisch sowie 0,7 % Türkisch.

## Politik und Recht
Die Versammlung der Stimmberechtigten, die Gemeindeversammlung, übt die Legislativgewalt aus. Ausführende Behörde ist der fünfköpfige Gemeinderat. Er wird im Majorzverfahren vom Volk gewählt, seine Amtsdauer beträgt vier Jahre. Der Gemeinderat führt und repräsentiert die Gemeinde. Dazu vollzieht er die Beschlüsse der Gemeindeversammlung und die Aufgaben, die ihm vom Kanton zugeteilt wurden. Für Rechtsstreitigkeiten ist in erster Instanz das Bezirksgericht Baden zuständig. Gebenstorf gehört zum Friedensrichterkreis V (Mellingen).

## Wirtschaft
In Gebenstorf gibt es gemäss der im Jahr 2015 erhobenen Statistik der Unternehmensstruktur (STATENT) rund 1700 Arbeitsplätze, davon 2 % in der Landwirtschaft, 30 % in der Industrie und 68 % im Dienstleistungsbereich. Die meisten Erwerbstätigen sind Wegpendler und arbeiten in den nahen Städten Brugg und Baden.
Die von 1909 bis 1998 bestehende BAG in Vogelsang war mehrere Jahrzehnte lang eine der grössten Produzenten von Leuchten in der Schweiz. Das ehemalige Kraftwerk der BAG produziert als Kraftwerk Gebenstorf Strom ins Versorgungsnetz der AEW Energie. Nach der Einstellung der Produktion übergab die BAG eine grosse Sammlung von Dokumenten und Produkten aus der Firmengeschichte dem Staatsarchiv des Kantons Aargau und dem Museum Aargau. Inzwischen reaktiviert die Nachfolgefirma BAG Immobilien das ehemalige Fabrikareal in Vogelsang.

## Verkehr
Durch das Dorf verläuft die Hauptstrasse 3 zwischen Brugg und Baden. Sie überquert die Reuss zwischen Windisch und Gebenstorf seit 1799 bzw. 1832 auf einer Strassenbrücke, die in Erinnerung an die ehemalige Zollstelle noch heute «Zollbrücke» genannt wird; die neue Spannbetonbrücke stammt von 1982. Ein kleiner, betonierter Steg von 1916 führt unterhalb des Reusswehrs bei der ehemaligen Spinnerei Kunz über den Fluss. Beim Ortsteil Vogelsang überspannt je eine Brücke die Aare und die Limmat. Der Anschluss Baden-West der Autobahn A1 befindet sich rund vier Kilometer südöstlich bei Dättwil.
Die Eisenbahnlinie Brugg-Baden überquert die Reuss auf der Brücke Turgi und durchquert das Gemeindegebiet von Gebenstorf, das jedoch seit der Trennung von Turgi keinen eigenen Bahnhof mehr hat.
Gebenstorf ist Endstation einer Buslinie der RVBW zum Bahnhof Baden und nach Würenlos. Hier beginnt auch die Postautolinie über Turgi und Untersiggenthal nach Würenlingen. Eine weitere Postautolinie führt vom Bahnhof Brugg über Gebenstorf zum Bahnhof Mellingen Heitersberg (Anschluss an die S-Bahn Zürich). An Wochenenden verkehrt ein Nachtbus von Baden über Gebenstorf und Birmenstorf zurück nach Baden.
Bei Gebenstorf liegt der Endpunkt der in Bremgarten beginnenden Kanuroute auf der Reuss.

## Bildung
Gebenstorf besitzt vier Kindergärten sowie drei Schulhäuser, in denen die Primarschule, die Sekundarschule und die Realschule untergebracht sind. Die Bezirksschule kann in Turgi besucht werden. Die nächstgelegenen Gymnasien sind die Kantonsschule Baden und die Kantonsschule Wettingen.

## Persönlichkeiten
- Albrecht Rengger (1764–1835), Politiker
- Karl Killer (1878–1948), Politiker
- Meinrad Busslinger (* 1952), Molekularbiologe und Immunologe
- Daniel Gygax (* 1981), Fussballer, in Gebenstorf aufgewachsen
- Tanja Bachmann (* 1981), Sängerin der Pop-Gruppe TinkaBelle, aus Vogelsang